# Tỉnh của Kuwait
Kuwait là một quốc gia đơn nhất, diện tích toàn quốc là 17,818 km², tổng cộng phân thành 6 tỉnh, các tỉnh đều lấy tên theo thủ phủ. Thủ đô của Kuwait là thành phố Kuwait, cũng là thủ phủ của tỉnh Thủ đô.
|                                    |                                    |                                    |                                    |                                    |                                    |                                    |                                    |                                    |                                    |
| Đơn vị hành chính cấp 1 của Kuwait | Đơn vị hành chính cấp 1 của Kuwait | Đơn vị hành chính cấp 1 của Kuwait | Đơn vị hành chính cấp 1 của Kuwait | Đơn vị hành chính cấp 1 của Kuwait | Đơn vị hành chính cấp 1 của Kuwait | Đơn vị hành chính cấp 1 của Kuwait | Đơn vị hành chính cấp 1 của Kuwait | Đơn vị hành chính cấp 1 của Kuwait | Đơn vị hành chính cấp 1 của Kuwait |
| #                                  | Tên                                | Tên tiếng Ả Rập                    | Thủ phủ                            | Tên tiếng Ả Rập                    | Diện tích (km²)                    | Dân số (2011)                      | Dân số (2013)                      |                                    |                                    |
| ---------------------------------- | ---------------------------------- | ---------------------------------- | ---------------------------------- | ---------------------------------- | ---------------------------------- | ---------------------------------- | ---------------------------------- | ---------------------------------- | ---------------------------------- |
| 1                                  | Al Jahra                           | محافظة الجهراء                     | Al Jahra                           | الجهراء                            | 12.750                             | 400.975                            | 484.502                            |                                    |                                    |
| 2                                  | Al Asimah                          | محافظة العاصمة                     | Thành phố Kuwait                   | مدينة الكويت                       | 175                                | 326.513                            | 528.094                            |                                    |                                    |
| 3                                  | Al Farwaniyah                      | محافظة الفروانية                   | Al Farwaniyah                      | الفروانية                          | 204                                | 818.571                            | 1.056.298                          |                                    |                                    |
| 4                                  | Hawalli                            | محافظة حولي                        | Hawalli                            | حولي                               | 85                                 | 672.910                            | 874.812                            |                                    |                                    |
| 5                                  | Mubarak Al-Kabeer                  | محافظة مبارك الكبير                | Mubarak Al-Kabeer                  | مبارك الكبير                       | 104                                | 258,813                            | 229,301                            |                                    |                                    |
| 6                                  | Al Ahmadi                          | محافظة الأحمدي                     | Al Ahmadi                          | الأحمدي                            | 5.120                              | 588.068                            | 787.037                            |                                    |                                    |
| Tổng cộng                          | Nhà nước Kuwait                    | دولة الكويت                        |                                    |                                    |                                    | 17.818                             | 3.065.850                          | 3.965.144                          |                                    |

Trên biên giới phía đông nam của Kuwait giáp với Ả Rập Xê Út có một vùng phong phú về dầu mỏ với diện tích khoảng 5.770 km². Ngày 2 tháng 12 năm 1922, hai quốc gia ký kết hiệp định, quy định giữa hai nước hoạch định một khu trung lập, hai nước có quyền lợi bình đẳng với khu vực này. Năm 1970, hai quốc gia ký kết hiệp ước biên giới tại khu vực, phân biệt thống trị, song tài nguyên dầu khí tại đây vẫn chưa được phân định, dầu sản xuất được chia bình quân cho hai nước.